# Tổ hợp công trình Ta Moan

Tổ hợp công trình Ta Moen - hay đền Ta Moen - tiếng Khmer và Ta Muen Thom - tiếng Thái Lan - nằm trong tổ hợp các công trình thuộc di tích Angkor đang tranh chấp giữa 2 tỉnh Banteay Meanchey - nằm ở phía Bắc cố đô Siêm Riệp và nằm cách 35 km từ huyện Prakhorn Chai thuộc quận Phanom Dong Rak thuộc Surin - Đông Bắc Thái Lan. Ngôi đền này nằm trong những ngôi đền đang tranh chấp với Thái Lan ngay tại biên giới Thái Lan và Campuchia. Tuy là kiến trúc thời kỳ Khmer bởi vương triều Angkor nhưng đang bị kiểm soát bởi quân đội Thái Lan – đây cũng là vấn đề nóng bỏng trong tranh chấp biên giới giữa Thái Lan và Campuchia trong năm 2009.

## Miêu tả
Ngôi đền này được xây dựng dọc theo con đường cổ xưa qua dãy Dangrek gắn kết đền Angkor với Phimai vào thế kỷ thứ 11. Ngôi đền bị Khmer Đỏ chiếm đóng từ trong những năm 1980 khi quân đội Việt Nam đóng quân tại Siêm Riệp và đã bị Khmer đỏ cướp bóc nặng nề và đã góp phần phá hủy gần như tổng thể của nó. Tòa tháp chính được xây dựng trên một sa thạch có hình thức của một linga. Các cổng còn lại của các yếu tố trang trí sử thi trên trần. Các mô hình tốt nhất tại căn cứ của phía bắc của khu bảo tồn trung tâm này có lẽ đã chạm khắc trong nửa sau của thế kỷ 12, cùng với dvarapalas và devatas.Trên một cây ngang – thanh chắn ngang nằm trên một kala có điêu khắc bàn tay của thần yogasana – là một vị thần bảo vệ, mặc dù trông như một vị Phật. 
Một số yếu tố điêu khắc, đặc biệt là thanh dầm cửa, đã được chuyển đến bảo tàng để giữ gìn trong công tác bảo tồn.

## Ý nghĩa
Cùng với đền Preah Vihear, tổ hợp công trình đang là vấn đề tranh chấp nhạy cảm giữa hai nước. Tuy không to lớn và vĩ đại như Angkor Wat và Preah Vihear, nhưng đây là công trình cổ của đế chế Khmer có giá trị rất lớn về điêu khắc và lịch sử.